# Rudolf Münze
Rudolf Münze (* 1. März 1930 in Leipzig; † 23. Februar 2020) war ein deutscher Chemiker (Radiochemie, Elektrochemie, Komplexchemie).
Münze studierte ab 1948 Chemie an der Universität Leipzig mit dem Abschluss 1953 und war dann Assistent am Physikalisch-Chemischen Institut der Universität Rostock bei Ulrich von Weber (1908–1986), bei dem er promoviert wurde. 1966 habilitierte er sich an der TU Dresden, an der er Vorlesungen über Radiochemie hielt. Ab 1969 war er Professor an der Akademie der Wissenschaften der DDR.
Er leitete 1957 bis 1960 eine Arbeitsgruppe zur Entwicklung von Abtrennungsverfahren von Kernen aus dem Neutronenbeschuss von Materie. Danach befasste er sich mit neutroneninduzierter Kernspaltung, wobei ihm der Nachweis einer ternären Kernspaltung bei Uran (235U) gelang (ein seltener Fall, bei dem drei Spaltprodukte entstehen, in diesem Fall als drittes Produkt Helium), und mit Kernreaktionen, zum Beispiel in Zusammenhang mit dem für die Altersbestimmung von kosmogenem Silizium wichtigen 32Si. 
1960 bis 1965 entwickelte er Methoden, kurzlebige radioaktive Kerne für die Verwendung in der Nuklearmedizin zu gewinnen (Radiopharmaka). Er konnte damals erstmals das 99mTc (Technetium) in komplexe organische Stoffe wie Proteine und Blutkörperchen einbinden und verwendete es bei der Skelettszintigrafie. Ab 1965 befasste er sich mit Komplexchemie der Scandiumgruppe, ebenfalls mit Anwendungen auf Radiopharmaka (Diagnostik des Lymphsystems, Rheuma-Therapie). Er wies nach, dass sich einige Nuklide Seltener Erden in Tumoren anreicherten.
Ab 1970 befasste er sich mit Bereitstellung (Abtrennung, Reinigung) von Nukliden für die Nuklearmedizin.
Er war seit 1993 Mitglied der Leibniz-Sozietät der Wissenschaften zu Berlin. 1987 erhielt er die Clemens-Winkler-Medaille.

## Rudolf Münze in der bildenden Kunst
- Siegfried Klotz: Prof. Dr. Rudolf Münze, Öl auf Leinwand, 1988. Aus dem Kunstbestand des ehemaligen Zentralinstituts für Kernforschung Rossendorf, heute im Kunstfonds der Staatliche Kunstsammlungen Dresden[2]